# Полидор (Пријамов син)
Полидор (грч. Πολύδωρος) је у грчкој митологији био тројански принц.

## Митологија
Био је најмлађи и највољенији син тројанског краља Пријама и Лаотоје. У време тројанског рата, отац је покушао да га склони са бојног поља, али сам Полидор то није желео. Познат као најхитрији јунак, спретно је јурио кроз борбу, све док није налетео на Ахила који га је убио. Ахил му је узео сребрни оклоп, који је касније Тетида поклонила Агамемнону. Ову верзију приче је дао Хомер у „Илијади“.
У каснијем предању, Полидор је био најмлађи Пријамов и Хекабин син. Тако су писали трагичари попут Еурипида. Роберт Гревс је тврдио да је он био брат и имењак претходног. У последњој години тројанског рата, отац га је послао са огромним благом трачком краљу Полиместору, који му је био зет. Како би се докопао блага, а сазнавши да је Троја разорена, убио је Полидора и бацио га у море. Таласи су избацили тело дечака на обалу где га је пронашла слушкиња краљице Хекабе. Када је сазнала за смрт сина, замолила је Агамемнона да га сахрани крај њене кћерке Поликсене. Полиместору се сурово осветила. О томе су писали, осим Еурипида и Плутарх, Вергилије у „Енејиди“ и Овидије у „Метаморфозама“. У другачијој верзији, Полиместор је сахранио дечака у Тракији. Туда је пролазио Енеја и желећи да ту принесе жртву боговима, догодило се чудо. Наиме, Енеја је два пута одломио гране миртиног дрвета и из њих је потекла црна крв. Када је и трећи пут кренуо да учини исто, зачуо је јецај и речи које су га упозориле да бежи из ове окрутне земље и саопштиле му да су гране поменуте биљке никле из стотина стрелица којима је Полидор убијен. Енеју је овај догађај потресао и он је приредио нову сахрану Полидору. Гроб овог тројанског принца је приказиван и на ушћу Хебра.
Такође се причало да је Полиместор предао свог шурака Ајанту у време када је овај пустошио трачки Херсон. То је учинио јер су му Грци запретили ратом. Грци су понудили размену за Хелену, али су Тројанци одбили. Уместо тога намеравали су да дају богат откуп — град Антандар. Пријам, наиме, није желео да преда Хелену све док је била под Афродитином заштитом. Због тога су Полидора каменовали пред зидинама Троје и тај свирепи чин је иницирао Одисеј. Тело је предато Хелени. Међутим, према једној причи, дечак је ипак остао жив, јер је Полиместор забуном предао свог сина Дејпила или је то ипак учинио намерно. Наиме, када је дечак стигао код њега, његова супруга Илиона га је гајила попут рођеног детета. Убрзо је Полиместору стигла порука од Агамемнона да ће му дати Електру за супругу и мираз у злату у замену за Полидора. Полиместор је прихватио понуду, али није могао да убије дечака за кога се заклео да ће га штитити. Зато је убио свог сина, тако да гласници то виде и успео је да их превари. То је довело до тога да се Илиона удаљи од свог мужа, што је забринуло Полидора који је иначе мислио да су му то родитељи. Када је Питију у Делфима питао зашто се његови родитељи више не воле, она му је одговорила да је то безначајно у поређењу са тим да му је родни град разорен, отац убијен, а мајка у заточеништву. Вративши се у Тракију, видео је да се ништа није променило, те му ништа није било јасно, док му Илиона није открила истину. Згрожен чињеницом да је Полиместор убио рођено дете због злата, најпре га је ослепео, па потом и убио. Овакву причу је потписало више аутора, међу којима и Хигин.